# Pinus banksiana
Il Pino di Banks (Pinus banksiana Lamb., 1803) è un pino nativo del Nordamerica, presente negli Stati Uniti (New Hampshire, Wisconsin, Maine, New York, Indiana, Michigan e Minnesota) e nel Canada (Ontario, Québec, Nuovo Brunswick, Manitoba, Columbia Britannica, Saskatchewan, Alberta, Territori del Nord-Ovest e Nuova Scozia).

## Etimologia
Il nome generico Pinus, utilizzato già dai latini, potrebbe, secondo un'interpretazione etimologica, derivare dall'antica radice indo-europea *pīt = resina. Il nome specifico banksiana fu assegnato in onore di Sir Joseph Banks, grande botanico britannico e uno dei padri delle scienze naturali.

## Descrizione

### Portamento
Albero alto fino a 27 m con tronco monopodiale, diritto o ricurvo, che può raggiungere 0,6 m di diametro, con chioma che con l'età diventa irregolarmente rotondeggiante o appiattita nella cima; i rami si diramano orizzontalmente, in parte discendenti e in parte assurgenti. I virgulti sono snelli e ruvidi, inizialmente di colore arancione-rosso o rosso-marrone, poi con l'età di colore grigio-marrone.

### Foglie
Le foglie sono aghiformi, fascicolate in coppie di 2, contorte e persistenti per 2-3 anni, di colore giallo-verde, lunghe 2-5 cm, con margini finemente seghettati e punte acute. Gli stomi sono distribuiti su linee sottili in tutte le superfici. Le gemme sono ovoidali, resinose, rosso-marroni, lunghe fino a 1 cm, con i margini delle perule quasi interi.

### Fiori
Sono strobili maschili inizialmente gialli, poi arancioni-marroni, di forma cilindrica, lunghi 10-15 mm.

### Frutti
Le pigne maturano in circa due anni, rilasciando i semi solo in seguito a incendi boschivi. Lunghe 3,5-5, sono ricurve in alto, lisce, quasi sessili e asimmetriche, lanceolate da chiuse, ovoidali da aperte e di colore variabile dal marrone chiaro al giallo-verdastro; la maggior parte delle apofisi sono depresse, così come i piccoli umboni, privi o quasi di spine. I semi sono obovoidali, compressi, obliqui, lunghi 4-5 mm, di colore marrone-nero e con parte alata lunga 10-12 mm.

### Corteccia
La corteccia è di colore variabile da arancione a rosso-marrone, rugosa.

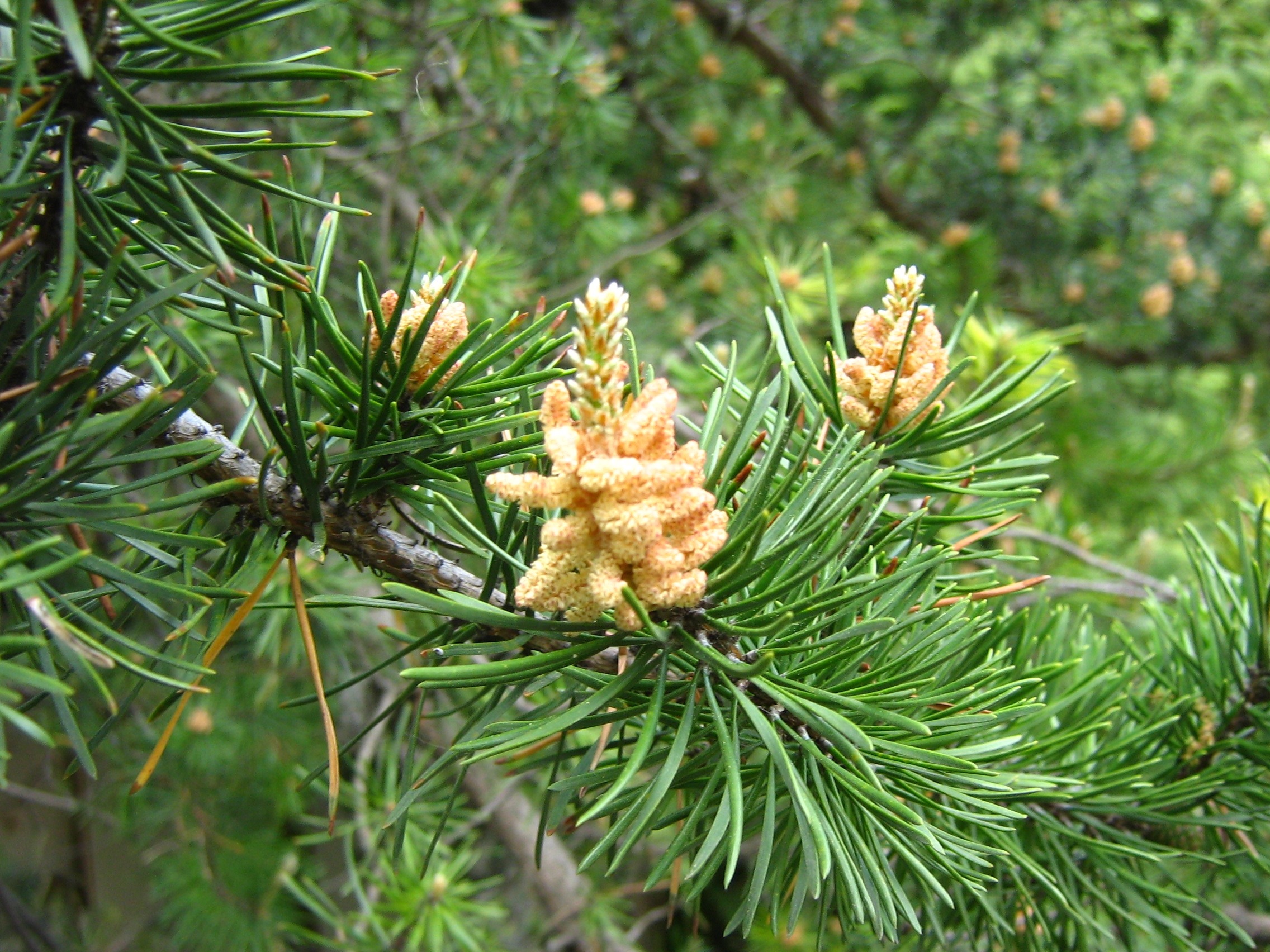
Strobili maschili
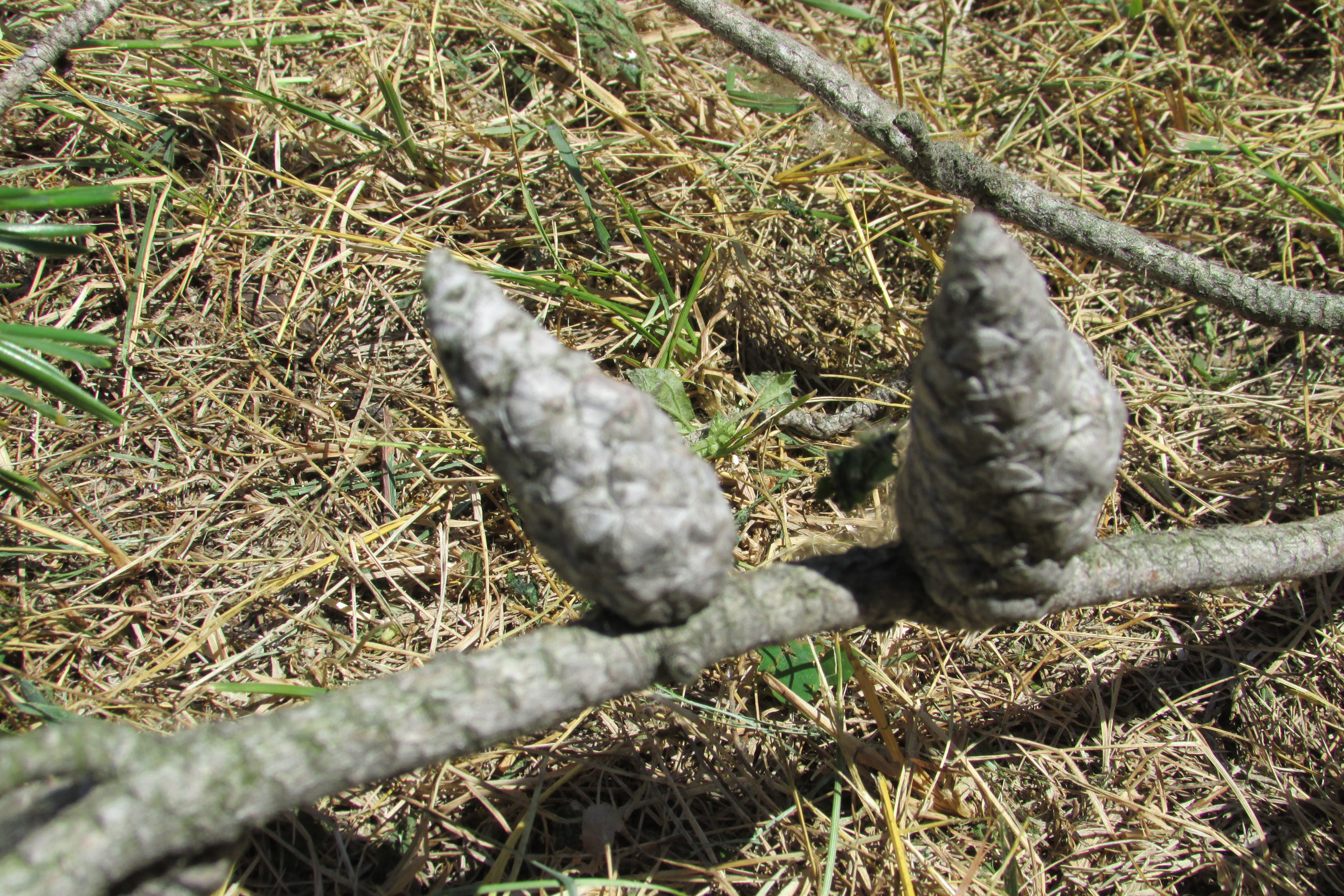
Pigne mature
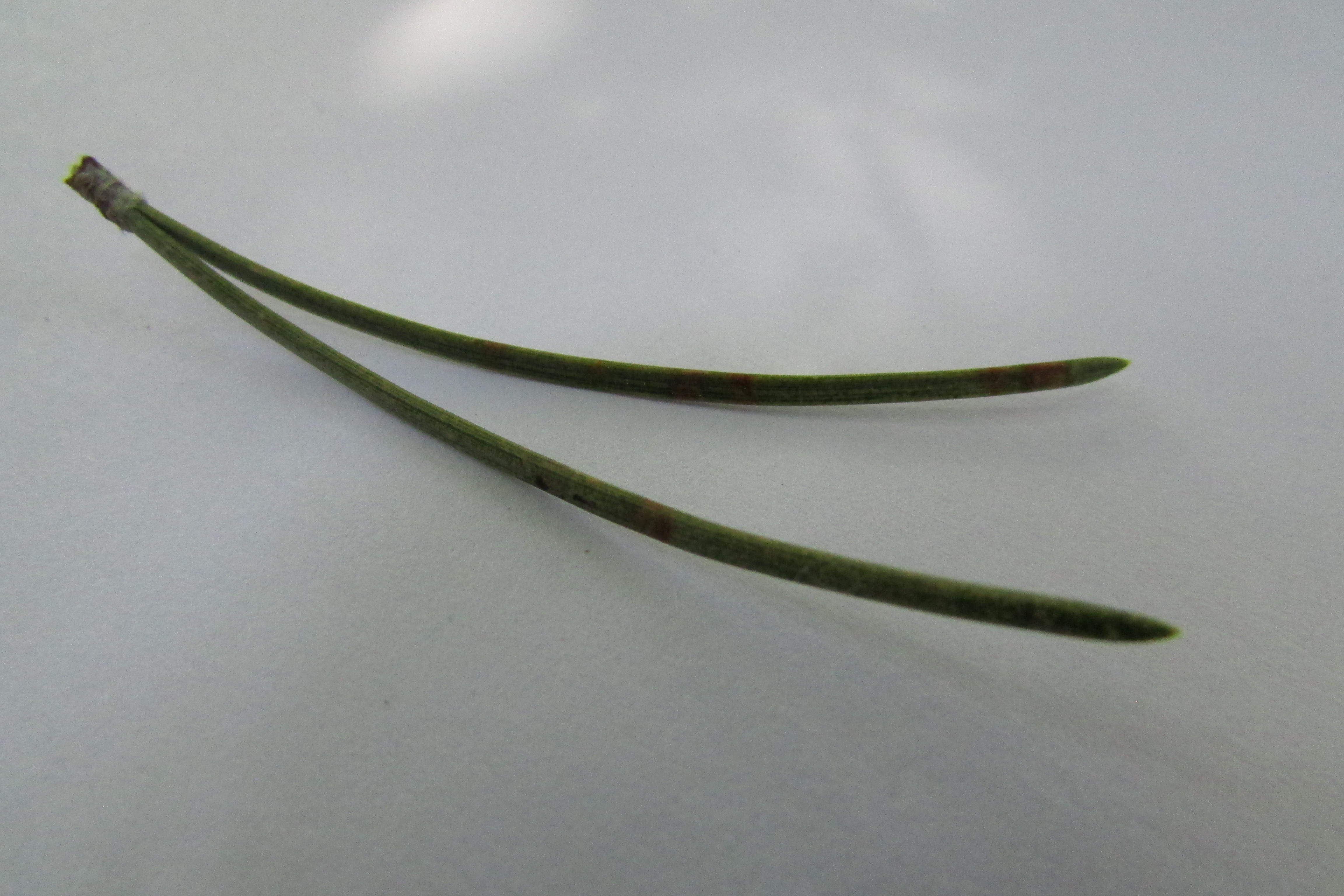
Aghi in dettaglio
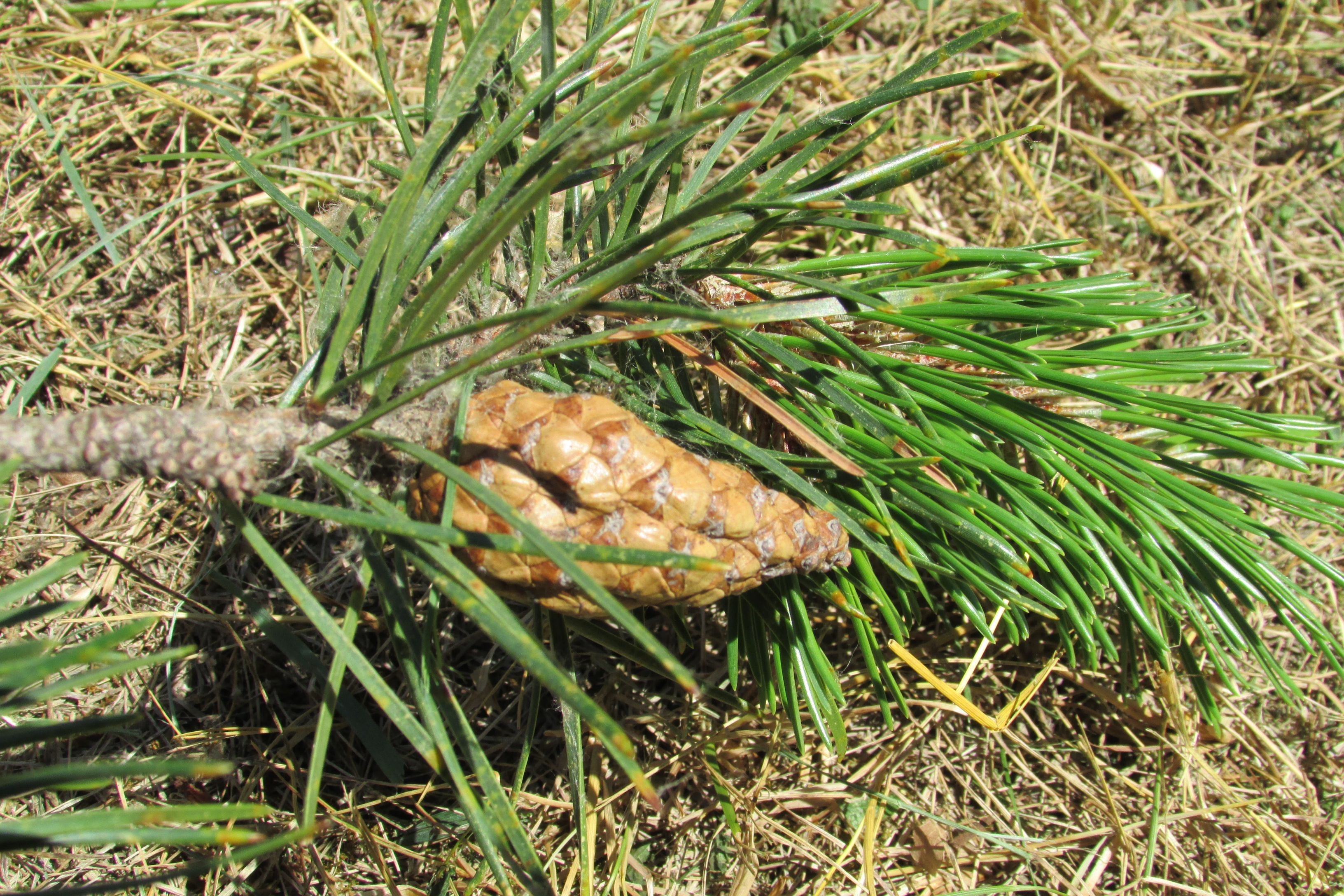
Aghi e pigna immatura
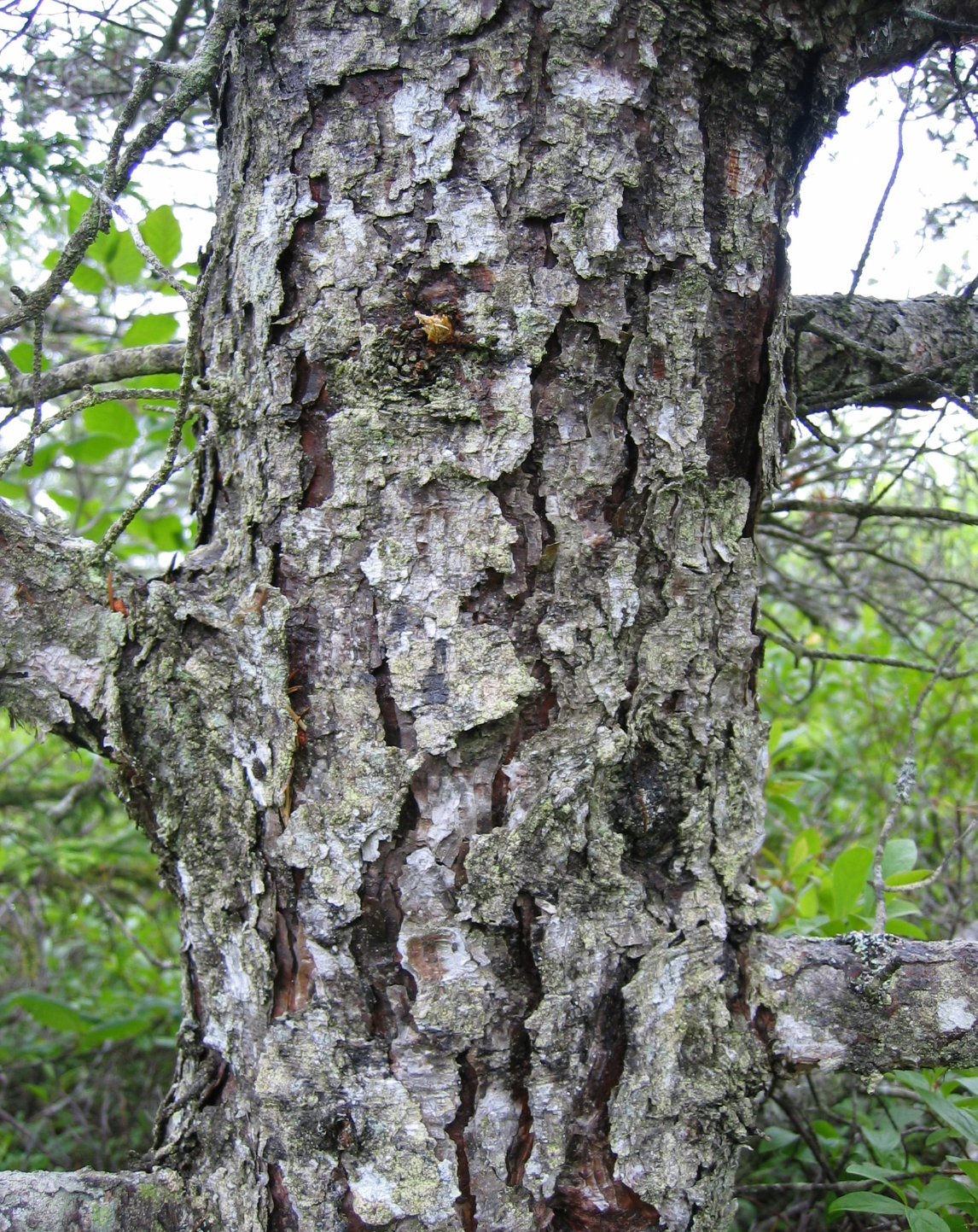
Corteccia

## Distribuzione e habitat
Questo pino cresce nelle regioni boreali e sub-artiche del Nordamerica a quote comprese tra il livello del mare e gli 800 m; a parte la Nuova Scozia, il clima di riferimento è quello continentale caratterizzato da estati corte e calde e inverni molto lunghi e rigidi, con le poche precipitazioni che cadono per il 50 % sotto forma di neve. Vegeta su suoli secchi e sabbiosi, ma anche su substrati rocciosi caratterizzati da graniti, da rocce metamorfiche o da torba. È una specie molto resistente agli incendi boschivi, frequenti nella taiga, avvalendosi del calore del fuoco per aprire le pigne e rilasciare i semi utili alla rigenerazione per avvantaggiarsi sulle altre specie arboree in competizione. Può formare foreste pure o miste in associazione con altre conifere come Picea mariana, Picea glauca, Larix laricina, Abies balsamea e, nella parte meridionale dell'areale, con Pinus resinosa; tra le caducifoglie, coabita con Populus tremuloides, Betula papyrifera, Acer rubrum e specie del genere Quercus.

## Tassonomia
Può ibridarsi naturalmente con P. contorta, dando forma a esemplari morfologicamente leggermente diversi e che riescono a vegetare a altitudini superiori; in questo processo di ibridizzazione il ruolo di P. banksiana è esclusivamente maschile, mentre il ruolo di P. contorta è esclusivamente femminile. Questo ibrido, descritto già nel 1949, viene accettato con il nome di Pinus × murraybanksiana.

### Sinonimi
Sono stati riportati i seguenti sinonimi:
- Pinus banksiana f. procumbens J.Rousseau
- Pinus divaricata (Aiton) Dum.Cours.
- Pinus divaricata f. procumbens (J.Rousseau) B.Boivin
- Pinus hudsonica Poir.
- Pinus rupestris Michx.f.
- Pinus sylvestris var. divaricata Aiton

## Usi
Nonostante le sue dimensioni contenute, il suo legno ha una notevole importanza economica nell'industria cartaria e in carpenteria, principalmente per la sua abbondanza e ubiquità, secondariamente per la sua celere capacità rigenerativa, che la rendono una specie con buone rese per ettaro. Viene utilizzato anche in falegnameria per la realizzazione di container, bancali, casse e pannelli in legno. Introdotto in Europa nel 1785, ha avuto uno sviluppo limitato in orticoltura, rimanendo confinato negli arboreti dei giardini botanici; esistono diverse coltivar in commercio e in Nordamerica viene utilizzato nella riforestazione di aree degradate.

## Conservazione
Con un areale molto esteso, e localmente molto abbondante come popolazione, il pino di Banks è la specie di Pinus più comune in Nordamerica. Per questi motivi è classificata come specie a rischio minimo nella lista rossa IUCN.